# Persone di nome Vincenzo/Politici
| Questa pagina contiene informazioni ricavate automaticamente dalle voci biografiche con l'ausilio del template Bio e di un bot. L'aggiornamento è periodico e automatico e ricostruisce completamente la pagina. Se manca una persona in questa lista, sei pregato di non aggiungerla, ma accertati piuttosto che la sua voce biografica contenga il template Bio e che i dati anagrafici siano correttamente compilati. Se il template Bio manca, inseriscilo tu stesso o, in alternativa, metti l'avviso {{tmp\|Bio}} che ne segnala la mancanza. Se i dati riportati sono sbagliati, correggi direttamente la voce biografica; le modifiche saranno visibili in questa lista entro pochi giorni. Per chiarimenti vedi il progetto antroponimi. La lista contiene solo le 167 persone che sono citate nell'enciclopedia e per le quali è stato implementato correttamente il template Bio. Pagina aggiornata al 22 lug 2025. |

Questa è una lista di persone presenti nell'enciclopedia che hanno il nome Vincenzo e sono politici.

## A(6)
- Vincenzo Aita, politico italiano (Eboli, n. 1948)
- Vincenzo Alaimo, politico italiano (Canicattì, n. 1946)
- Vincenzo Aliberti, politico e avvocato italiano (Ariano di Puglia, n. 1922 - † 1997)
- Vincenzo Amendola, politico italiano (Napoli, n. 1973)
- Enzo Amich, politico italiano (Casale Monferrato, n. 1977)
- Vincenzo Assennato, politico italiano (Caltanissetta, n. 1925 - Caltanissetta, † 1977)

## B(17)
- Vincenzo Balbiano, politico e militare italiano (Colcavagno, n. 1729 - Saluzzo, † 1799)
- Vincenzo Baldassi, politico, giornalista e partigiano italiano (Portogruaro, n. 1924 - Parma, † 2012)
- Vincenzo Balzamo, politico italiano (Colli a Volturno, n. 1929 - Milano, † 1992)
- Vincenzo Barba, politico italiano (Gallipoli, n. 1952)
- Vincenzo Barra, politico italiano (Avellino, n. 1915 - Avellino, † 1992)
- Vincenzo Bavaro, politico italiano (Sannicandro di Bari, n. 1894 - Bitritto, † 1974)
- Vincenzo Bellisario, politico italiano (Lanciano, n. 1917 - Roma, † 1969)
- Vincenzo Bernazzoli, politico italiano (Fidenza, n. 1955)
- Vincenzo Bertolini, politico e avvocato italiano (Canelli, n. 1818 - Canelli, † 1884)
- Vincenzo Bettoni Cazzago, politico italiano (Brescia, n. 1856 - Brescia, † 1924)
- Enzo Bianco, politico italiano (Aidone, n. 1951)
- Vincenzo Bianco, politico, antifascista e giornalista italiano (Torino, n. 1898 - Fiuggi, † 1980)
- Vincenzo Binetti, politico e magistrato italiano (Bitritto, n. 1937 - Roma, † 1997)
- Vincenzo Boccieri, politico italiano (Baiano, n. 1860 - Avellino, † 1939)
- Vincenzo Bombardieri, politico italiano (Bergamo, n. 1926 - Brembate di sopra, † 2013)
- Vincenzo Bonandrini, politico e sociologo italiano (Casnigo, n. 1944 - † 1994)
- Vincenzo Botta, politico e scrittore italiano (Cavallermaggiore, n. 1818 - New York, † 1894)

## C(22)
- Vincenzo Calace, politico e antifascista italiano (Trani, n. 1895 - Molfetta, † 1965)
- Vincenzo Caldarone, politico italiano (Andria, n. 1957)
- Vincenzo Canelli, politico italiano (San Severo, n. 1946)
- Vincenzo Capriolo, politico italiano (Alessandria, n. 1810 - Frascati, † 1872)
- Vincenzo Carbone, politico italiano (Palma Campania, n. 1965)
- Vincenzo Cardone, politico italiano (Benevento, n. 1913)
- Vincenzo Carollo, politico italiano (Castelbuono, n. 1920 - Palermo, † 2013)
- Enzo Casalini, politico e ingegnere italiano (Roma, n. 1886 - Rovigo, † 1963)
- Vincenzo Caso, politico italiano (Pozzuoli, n. 1980)
- Vincenzo Ceccarelli, politico italiano (Castel San Niccolò, n. 1960)
- Vincenzo Cecconi, politico italiano (Osimo, n. 1884 - † 1951)
- Vincenzo Cerulli Irelli, politico italiano (Roma, n. 1947)
- Vincenzo Cerulli Irelli, politico italiano (Teramo, n. 1871 - † 1954)
- Vincenzo Chiola, politico italiano (Loreto Aprutino, n. 1893 - † 1964)
- Vincenzo Ciabarri, politico italiano (Prata Camportaccio, n. 1952)
- Vincenzo Ciampi, politico italiano (Avellino, n. 1967)
- Vincenzo Cicerone, politico italiano (Lecce, n. 1919 - † 1989)
- Enzo Ciconte, politico e saggista italiano (Soriano Calabro, n. 1947)
- Vincenzo Cordova Savini, politico italiano (Aidone, n. 1819 - Aidone, † 1897)
- Vincenzo Corghi, politico italiano (Reggio nell'Emilia, n. 1927 - Roma, † 2001)
- Vincenzo Costa, politico e generale italiano (Gallarate, n. 1900 - Milano, † 1974)
- Vincenzo Cuomo, politico italiano (Piano di Sorrento, n. 1964)

## D(15)
- Vincenzo D'Anna, politico italiano (Terranova di Sicilia, n. 1831 - Roma, † 1902)
- Vincenzo D'Anna, politico e biologo italiano (Santa Maria a Vico, n. 1951)
- Vincenzo D'Arienzo, politico italiano (San Cipriano Picentino, n. 1965)
- Vincenzo De Blasio Di Palizzi, politico italiano (Reggio Calabria, n. 1839 - † 1906)
- Vincenzo De Cosmo, politico italiano (Molfetta, n. 1942 - Molfetta, † 2016)
- Vincenzo De Filpo, politico italiano (Viggianello, n. 1832 - Viggianello, † 1900)
- Vincenzo De Luca, politico italiano (Forino, n. 1948)
- Vincenzo De Luca, politico italiano (Ruvo del Monte, n. 1949)
- Vincenzo De Michele, politico italiano (Parete, n. 1920 - Caserta, † 2023)
- Vincenzo Giuseppe De Prisco, politico e archeologo italiano (Boscoreale, n. 1855 - Boscoreale, † 1921)
- Vincenzo Del Colle, politico italiano (Roma, n. 1938)
- Vincenzo Dell'Arte, politico italiano (Avola, n. 1946)
- Vincenzo Di Grezia, politico italiano (Campobasso, n. 1942 - Campobasso, † 2020)
- Vincenzo Di Meglio, politico italiano (Barano d'Ischia, n. 1903 - † 1987)
- Vincenzo Diedo, politico e patriarca cattolico italiano (Venezia, n. 1499 - Venezia, † 1559)

## E(1)
- Enzo Erra, politico, giornalista e saggista italiano (Napoli, n. 1926 - Roma, † 2011)

## F(6)
- Vincenzo Fantò, politico italiano (Caulonia, n. 1945)
- Enzo Fasano, politico italiano (Salerno, n. 1951 - Salerno, † 2022)
- Vincenzo Filonardi, politico e militare italiano (Roma, n. 1853 - Roma, † 1916)
- Vincenzo Florio, politico e imprenditore italiano (Bagnara Calabra, n. 1799 - Palermo, † 1868)
- Vincenzo Folino, politico italiano (Pietrapertosa, n. 1958)
- Vincenzo Fontana, politico italiano (Agrigento, n. 1952)

## G(14)
- Vincenzo Gagliardi, politico italiano (Venezia, n. 1925 - Scorzè, † 1968)
- Vincenzo Galioto, politico italiano (Palermo, n. 1955)
- Vincenzo Gallizzi, politico e sindacalista italiano (Maropati, n. 1927 - Maropati, † 2019)
- Vincenzo Garofalo, politico italiano (Messina, n. 1958)
- Vincenzo Garraffa, politico e dirigente sportivo italiano (Potenza, n. 1944)
- Vincenzo Garruti, politico italiano (Altamura, n. 1974)
- Vincenzo Gatto, politico italiano (Messina, n. 1922 - † 2005)
- Vincenzo Ottorino Gentiloni, politico italiano (Filottrano, n. 1865 - Roma, † 1916)
- Vincenzo Giardini, politico e partigiano italiano (Santa Maria in Fabriago, n. 1907 - Lugo, † 1991)
- Vincenzo Gibiino, politico italiano (Catania, n. 1965)
- Vincenzo Giordano, politico italiano (Calvanico, n. 1929 - Salerno, † 2009)
- Vincenzo Giuffrida, politico italiano (Catania, n. 1878 - Roma, † 1940)
- Vincenzo Giummarra, politico italiano (Ragusa, n. 1923 - Roma, † 2010)
- Vincenzo Guerrieri Gonzaga, politico e condottiero italiano (Fermo, n. 1495 - Mantova, † 1563)

## I(5)
- Vincent Impellitteri, politico italiano (Isnello, n. 1900 - Bridgeport, † 1987)
- Vincenzo Indelli, politico e medico italiano (Oliveto Citra, n. 1908 - † 2000)
- Vincenzo Inzerillo, politico italiano (Palermo, n. 1947 - † 2024)
- Vincenzo Iovine, politico italiano (Francolise, n. 1955)
- Vincenzo Irelli, politico italiano (Teramo, n. 1805 - Teramo, † 1895)

## L(6)
- Vincenzo La Rocca, politico italiano (Nola, n. 1894 - † 1968)
- Vincenzo Lante, politico italiano (Belluno, n. 1879 - Belluno, † 1956)
- Vincenzo Lapiccirella, politico e partigiano italiano (Milano, n. 1907 - Roma, † 1966)
- Vincenzo Lavarra, politico e giornalista italiano (Gioia del Colle, n. 1954)
- Vincenzo Leanza, politico italiano (Cesarò, n. 1932 - Palermo, † 2004)
- Vincenzo Leggieri, politico e saggista italiano (Venosa, n. 1924 - † 2013)

## M(18)
- Vincenzo Madonia, politico e avvocato italiano (Mistretta, n. 1925 - Roma, † 2002)
- Vincenzo Mancini, politico italiano (Teano, n. 1931 - Roma, † 1996)
- Vincenzo Mangano, politico italiano (Palermo, n. 1866 - Roma, † 1940)
- Enzo Maraio, politico italiano (Polla, n. 1978)
- Vincenzo Martini, politico e drammaturgo italiano (Monsummano Terme, n. 1803 - Monsummano Terme, † 1862)
- Vincenzo Mazzei, politico italiano (Nicastro, n. 1913 - Roma, † 2010)
- Vincenzo Mazzenga, politico e agronomo italiano (Alvito, n. 1865 - Alvito, † 1942)
- Vincenzo Menghi, politico italiano (Tivoli, n. 1888 - † 1972)
- Vincenzo Meo, politico italiano (Nola, n. 1937 - † 2015)
- Vincenzo Miceli, politico italiano (Valderice, n. 1940 - Valderice, † 2025)
- Vincenzo Maria Miglietti, politico italiano (Moncalieri, n. 1809 - Nichelino, † 1864)
- Vincenzo Milillo, politico italiano (Sannicandro di Bari, n. 1904 - Roma, † 1966)
- Vincenzo Milioto, politico italiano (Racalmuto, n. 1949)
- Vincenzo Mistrali, politico e poeta italiano (Parma, n. 1780 - † 1846)
- Vincenzo Monaldi, politico e medico italiano (Monte Vidon Combatte, n. 1899 - Napoli, † 1969)
- Vincenzo Mondo, politico e medico italiano (Milazzo, n. 1925 - Roma, † 2004)
- Vincenzo Morabito, politico italiano (Reggio Calabria, n. 1903 - † 1988)
- Vincenzo Morosini, politico italiano (Venezia, n. 1511 - Venezia, † 1588)

## N(2)
- Vincenzo Napoli, politico e architetto italiano (Salerno, n. 1950)
- Vincenzo Nespoli, politico italiano (Afragola, n. 1954)

## O(1)
- Vincenzo Oliva, politico italiano (Catania, n. 1958)

## P(9)
- Vincenzo Pace, politico italiano (Frascineto, n. 1828 - Castrovillari, † 1901)
- Vincenzo Palumbo, politico italiano (Salaparuta, n. 1899 - Palermo, † 1982)
- Vincenzo Pavone, politico italiano (Monforte San Giorgio, n. 1923 - Messina, † 2013)
- Vincenzo Maria Pellegrini, politico, scrittore e poeta maltese (La Valletta, n. 1911 - La Valletta, † 1997)
- Vincenzo Perrone, politico italiano (Mesagne, n. 1937 - Lecce, † 2024)
- Vincenzo Pietrini, politico italiano (San Sebastiano al Vesuvio, n. 1937)
- Vincenzo Piso, politico italiano (Roma, n. 1958)
- Vincenzo Presutto, politico italiano (Napoli, n. 1967)
- Vincenzo Pugliese Giannone, politico italiano (Caltanissetta, n. 1819 - Caltanissetta, † 1892)

## R(9)
- Vincenzo Raucci, politico italiano (Capua, n. 1924 - † 1985)
- Vincenzo Recchia, politico italiano (Terracina, n. 1950)
- Vincenzo Ricasoli, politico, agronomo e patriota italiano (Firenze, n. 1814 - Porto Ercole, † 1891)
- Vincenzo Ricci, politico e magistrato italiano (Genova, n. 1804 - Genova, † 1868)
- Vincenzo Riccio, politico italiano (Napoli, n. 1858 - Roma, † 1928)
- Vincenzo Riolo, politico italiano (Naro, n. 1847 - Naro, † 1927)
- Enzo Romeo, politico italiano (Vibo Valentia, n. 1955)
- Vincenzo Russo, politico italiano (Foggia, n. 1924 - Roma, † 2005)
- Vincenzo Russo, politico e avvocato italiano (Mariglianella, n. 1901 - † 1976)

## S(13)
- Vincenzo Santangelo, politico italiano (Trapani, n. 1972)
- Vincenzo Saporito, politico italiano (Castelvetrano, n. 1849 - Roma, † 1930)
- Vincenzo Savini, politico italiano (Teramo, n. 1893 - Roseto degli Abruzzi, † 1967)
- Vincenzo Scarlato, politico italiano (Napoli, n. 1921 - Scafati, † 2003)
- Vincenzo Scotti, politico italiano (Napoli, n. 1933)
- Vincenzo Sica, politico italiano (Monza, n. 1945)
- Vincenzo Sofo, politico italiano (Milano, n. 1986)
- Vincenzo Sorice, politico italiano (Napoli, n. 1937)
- Vincenzo Spadafora, politico italiano (Afragola, n. 1974)
- Vincenzo Speziali, politico italiano (Bovalino, n. 1931 - Catanzaro, † 2016)
- Vincenzo Spinelli di Scalea, politico italiano (Napoli, n. 1806 - Napoli, † 1878)
- Vincenzo Stocco, politico italiano (Feroleto Antico, n. 1822 - Portici, † 1893)
- Vincenzo Sylos Labini, politico italiano (Bitonto, n. 1809 - Bitonto, † 1880)

## V(9)
- Vincenzo Vacirca, politico, sindacalista e giornalista italiano (Chiaramonte Gulfi, n. 1886 - Roma, † 1956)
- Vincenzo Valentini, politico italiano (Canino, n. 1808 - Porretta Terme, † 1858)
- Vincenzo Vernaschi, politico italiano (Cremona, n. 1929 - Cremona, † 1990)
- Vincenzo Vigiano, politico italiano (Enna, n. 1937)
- Vincenzo Viola, politico italiano (Cammarata, n. 1950)
- Vincenzo Vischi, politico italiano (Trani, n. 1824 - Trani, † 1913)
- Vincenzo Maria Vita, politico, giornalista e saggista italiano (Salerno, n. 1952)
- Vincenzo Viti, politico italiano (Clusone, n. 1941)
- Vincenzo Viviani, politico e magistrato italiano (Roma, n. 1938)

## Z(5)
- Vincenzo Zaccaro, politico e avvocato italiano (Andria, n. 1966)
- Vincenzo Zaccheo, politico italiano (Latina, n. 1947)
- Vincenzo Barnaba Zambelli, politico italiano (Venezia, n. 1799 - Venezia, † 1862)
- Vincenzo Zoccano, politico italiano (Ariano Irpino, n. 1973)
- Vincenzo Zucca, politico italiano (Savona, n. 1904 - † 1977)